# Baptiste Ladébauche

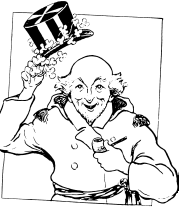
Baptiste Ladébauche

Baptiste Ladébauche, dit le Père Ladébauche est un personnage de fiction créé en 1878 par l'écrivain québécois Hector Berthelot dans l'hebdomadaire Le Canard. À l'origine un nom de plume de Berthelot, il devient par la suite un personnage aux incarnations multiples, en bande dessinée d'abord, puis sur disque et en comédie musicale.

## Historique
Le 6 octobre 1877, l'écrivain, journaliste et caricaturiste Hector Berthelot fonde Le Canard, un hebdomadaire humoristique montréalais de satire politique. Il y utilise à partir du 9 novembre 1878 le pseudonyme de Père Ladébauche pour signer une correspondance fictive avec la rédaction où le personnage voyage et donne son avis sur la politique fédérale et provinciale. Berthelot lui donne une première incarnation graphique sous forme de dessin humoristique le 9 août 1879.
Le personnage apparait par la suite sous la plume de différents caricaturistes dans le Canard. Par exemple, le 27 juillet 1895, Ladébauche donne des conseils à Wilfrid Laurier,,,
Le 5 mars 1904, Ladébauche réapparait, cette fois en bande dessinée, dans le quotidien La Presse  dans une "série  d'aventures amusantes" sous la plume de Joseph Charlebois. Le personnage a toutefois changé. La bande dessinée tient davantage du burlesque et du comique de situation que de la satire politique ou sociale. Albéric Bourgeois signe les planches des 11 et 18 février 1905. La dernière planche signée par Joseph Charlebois paraît le 25 février 1905.,
Le 12 août 1905, Albéric Bourgeois reprend définitivement la relève de Joseph Charlebois pour Les aventures du Père Ladébauche. Le retour se fait sous forme de chronique illustrée bihebdomadaire où Ladébauche fait le tour du monde et rencontre les grands de ce monde, leur dispensant ses conseils, dans son langage très populaire et habillé de sa tuque, son manteau et sa ceinture fléchée, qui sont déjà anachroniques pour l'époque. Le personnage redevient plus proche du Ladébauche original d'Hector Berthelot que celui de Charlebois.
Ladébauche devient très apprécié des lecteurs. Sa chronique est publiée, sous différents titres, jusqu’à la retraite de Bourgeois le 23 mars 1957. Elle est la seule à survivre à l'invasion des bandes dessinées des syndicates des États-Unis dans La Presse. Elle est considérée comme « l'une des principales séries humoristiques québécoises ». Un album Les voyages de Ladébauche autour du monde est également publié. Ladébauche anime également des jeux et concours du journal. Il est aussi utilisé dans des annonces de cigares Ladébauche et de différents produits. La Presse utilise le personnage comme outil de promotion. En 1907, un comédien déguisé en Ladébauche parcourt la province pour se présenter dans des soirées de famille, concerts et représentations dramatiques,,,.

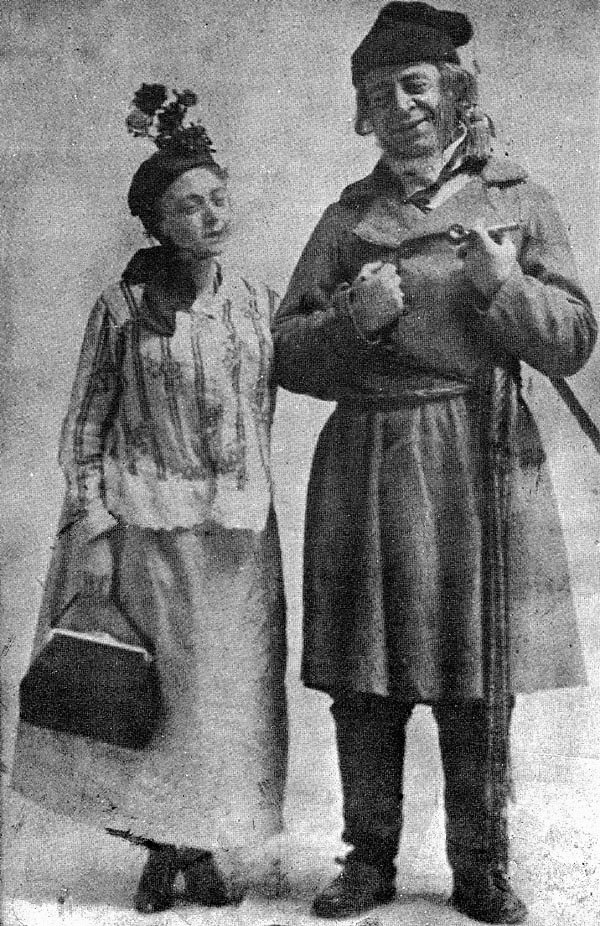
Juliette Béliveau et J. Hervey Germain en 1928 personnifiant Catherine et Baptiste Ladébauche

De 1916 à 1932, 173 sketchs de Ladébauche sont enregistrés sur disque par quatre maisons différentes. Environ la moitié des sketches sont enregistrés à New-York par Columbia avec, principalement, la voix d'Elzéar Hamel dans le rôle de Ladébauche ainsi que celles de Juliette Béliveau et Blanche Gauthier dans le rôle de son épouse Catherine et avec la participation d'Alexandre Desmarteaux et Conrad Gauthier dans les rôles secondaires. Albéric Bourgeois signe la moitié de ces sketches.
Berliner Gram-O-Phone de Montréal enregistre 57 sketches avec principalement la voix de Joseph Dumais, sous le pseudonyme Du May d'Amour. La Starr/Compo enregistre 38 sketches avec les voix de J. Hervey Germain et Juliette Béliveau et la Brunswick produit 4 sketches signés Albéric Bourgeois avec Elzéar Hamel.
Albéric Bourgeois signe en 1926 une comédie musicale, En roulant ma boule, au théâtre Saint-Denis de Montréal mettant en scène le couple Ladébauche. À partir de 1932, Bourgeois signe un feuilleton radiophonique pendant dix ans basé sur les Ladébauche mais où leurs noms sont changés pour « Joson et Josette ».,
En 1907, alors que naissaient et disparaissaient des salles de cinéma, dans la foulée du Ouimetoscope, un Ladébauchoscope a vécu quelques mois, présentant films et monologues.